# (500634) 2012 UU171
(500634) 2012 UU171 es un asteroide que forma parte del cinturón interior de asteroides más concretamente al grupo de Hungaria, descubierto el 19 de mayo de 2006 por el equipo del Mount Lemmon Survey desde el Observatorio del Monte Lemmon, Arizona, Estados Unidos.

## Designación y nombre
Designado provisionalmente como 2012 UU171. 

## Características orbitales
2012 UU171 está situado a una distancia media del Sol de 1,920 ua, pudiendo alejarse hasta 2,109 ua y acercarse hasta 1,731 ua. Su excentricidad es 0,098 y la inclinación orbital 20,73 grados. Emplea 972,463 días en completar una órbita alrededor del Sol.

## Características físicas
La magnitud absoluta de 2012 UU171 es 18. 